# Isla Magdalena (ö i Chile, Región de Aisén)
Isla Magdalena är en ö i Chile.   Den ligger i regionen Región de Aisén, i den södra delen av landet. Arean är 2 025 kvadratkilometer.
Terrängen på Isla Magdalena är lite bergig. Öns högsta punkt är 1 612 meter över havet. Den sträcker sig 63,7 kilometer i nord-sydlig riktning, och 60,8 kilometer i öst-västlig riktning.